# Hugo Fuertes Marciel
Hugo Fuertes (19 de noviembre de 2008) es un actor de cine español, hijo de Eva Marciel.

## Filmografía
- Mi gitana (2012)
- Las ovejas no pierden el tren (2014)
- Desaparecidos (2020)
- Malasaña 32 (2020)
- Dime quién soy: Mistress of War (2020)
- Bosé (serie de televisión) (2022)